# Ricardo Joaquín Alfaro Jované

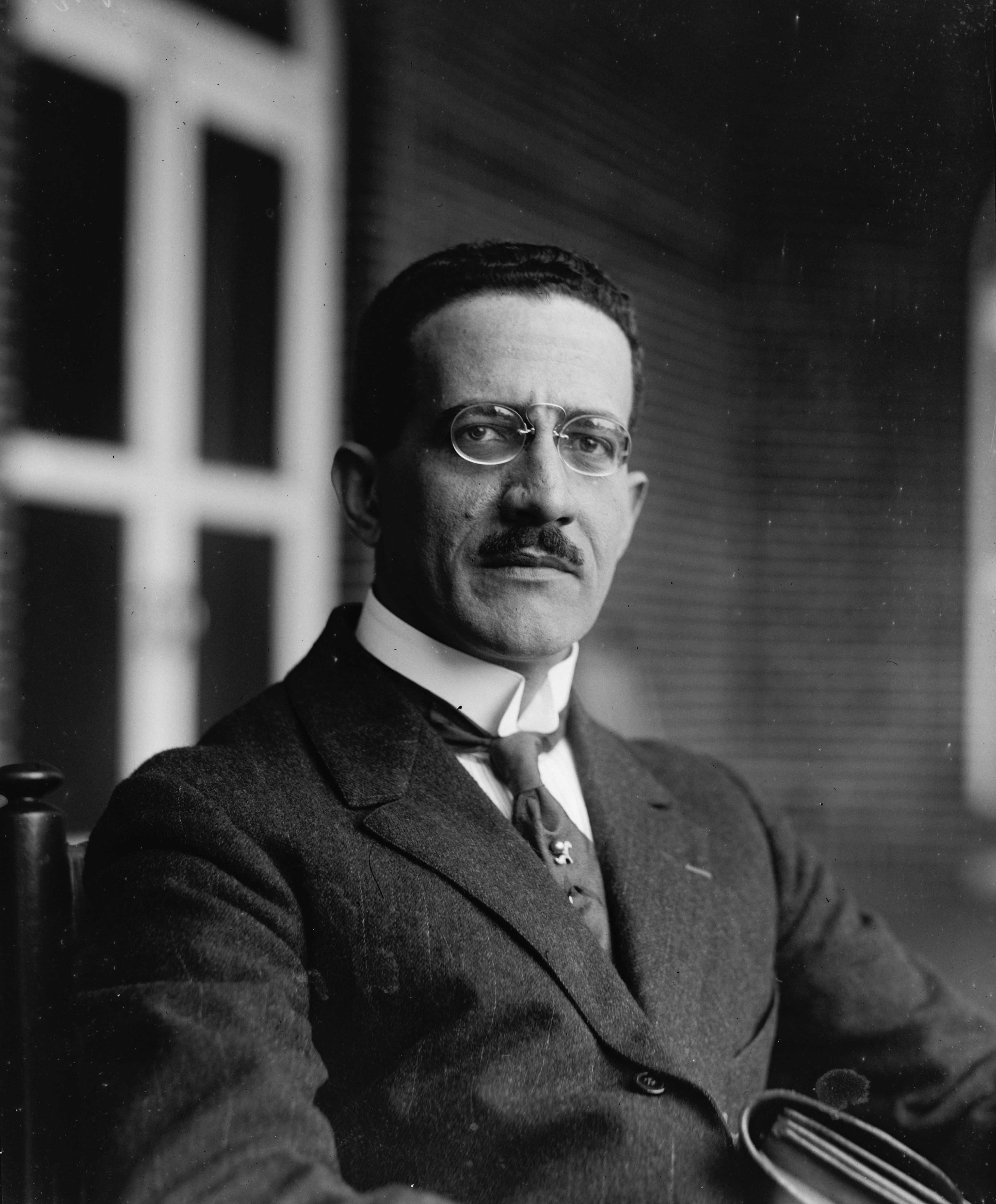
Ricardo Alfaro Jované, 1922

Ricardo Joaquín Alfaro Jované (* 20. August 1882 in Panama-Stadt; † 20. Februar 1971 ebenda) war ein Jurist, Politiker und Diplomat aus Panama. Er fungierte in den Jahren 1931/1932 als Staatspräsident seines Heimatlandes und von 1959 bis 1964 als Richter am Internationalen Gerichtshof, darunter von 1961 bis 1964 Vizepräsident des Gerichts. Schwerpunkte seines diplomatischen und juristischen Wirkens waren der Bereich der Menschenrechte sowie die friedliche Beilegung internationaler Konflikte.

## Leben
Ricardo Alfaro wurde 1882 in Panama-Stadt geboren und war vor seinem Studium, das er 1904 an der Universidad de Cartagena in Cartagena abschloss, in verschiedenen anderen Berufen wie Eisenbahner, Sekretär, Sanitäter und Übersetzer sowie beim Theater und als Zeitungsmitarbeiter tätig. Ab 1905 wirkte er im diplomatischen Dienst seines Heimatlandes. Neben dem Bereich der Rechts- und Politikwissenschaften, in dem er 1918 promovierte, studierte er Linguistik und Literaturwissenschaft, später war er auch schriftstellerisch tätig und verfasste historische Werke.
Nach dem Ende des Ersten Weltkriegs war er Leiter der Delegation von Panama bei den Verhandlungen mit den Vereinigten Staaten über den Status des Panamakanals, von 1920 bis 1921 amtierte er als Außenminister des Landes. Anschließend wirkte er von 1922 bis 1930 und erneut von 1933 bis 1936 als bevollmächtigter Gesandter in den USA. Nachdem er bereits ab 1928 auch Vizepräsident des Landes war, amtierte er nach Ernennung durch den Obersten Gerichtshof vom 16. Januar 1931 bis zum 5. Juni 1932 in Nachfolge von Florencio Harmodio Arosemena als 15. Staatspräsident Panamas. In diesem Amt folgte ihm Harmodio Arias Madrid. Nach dem Zweiten Weltkrieg leitete Ricardo Alfaro 1945 die Delegation seines Heimatlandes bei der Gründungskonferenz der Vereinten Nationen (UN) in San Francisco. Ein Jahr später wurde er erneut Außenminister, bereits 1947 trat er allerdings aus Protest gegen ein geplantes Abkommen mit den Vereinigten Staaten bezüglich des Panamakanals von diesem Amt zurück.
Während der UN-Gründungskonferenz zählte er zu den aktivsten Delegierten, ein Schwerpunkt seines Wirkens war neben der Mitarbeit an der spanischen Fassung der Charta der Vereinten Nationen die von ihm angestrebte Verankerung einer „Erklärung der Rechte und Pflichten der Staaten“ zur friedlichen Regelung der internationalen Beziehungen sowie einer „Erklärung der wesentlichen Menschenrechte“ in der UN-Charta. Nachdem er diesbezüglich jedoch keinen Erfolg hatte, brachte er den Entwurf zur Erklärung der Menschenrechte während der ersten Generalversammlung der Vereinten Nationen erneut als Antrag ein. 1947 legte er ihn schließlich der neu entstandenen UN-Menschenrechtskommission vor, der er selbst ebenfalls angehörte. Der Entwurf bildete schließlich eine wesentliche Grundlage der ein Jahr später beschlossenen Allgemeinen Erklärung der Menschenrechte.
1946 war er Erstunterzeichner der vom polnischen Juristen Raphael Lemkin vorgeschlagenen Resolution 96 (I) der UN-Vollversammlung, welche die Grundlage der zwei Jahre später entstandenen Konvention über die Verhütung und Bestrafung des Völkermordes bildete. Von 1949 bis 1953 gehörte er der Völkerrechtskommission der Vereinten Nationen an. 1959 unterrichtete er als Dozent an der Haager Akademie für Völkerrecht. Im gleichen Jahr wurde er im Alter von 76 Jahren zum Richter an den Internationalen Gerichtshof in Den Haag gewählt, von 1961 bis 1964 war er Vizepräsident des Gerichts. Im Jahr 1964 zog er sich aus Altersgründen vom Richteramt zurück.
Ricardo Alfaro gehörte ab 1954 dem Institut de Droit international an und war ab 1966 Ehrenmitglied der Amerikanischen Gesellschaft für internationales Recht. Er war verheiratet und Vater von drei Söhnen und zwei Töchtern und starb 1971 in seiner Heimatstadt.

## Werke (Auswahl)
- Vida del General Tomás Herrera. Barcelona 1909
- Carabobo: Narración Histórica. Panama 1921
- The Rights and Duties of States. Reihe: Collected Courses of the Hague Academy of International Law. Band 97. Den Haag 1960